# Комсомольская улица (Минск)
Комсомо́льская улица (бел. Камсамольская вуліца) — улица в историческом центре Минска. Проходит от улицы Немига до улицы Кирова.

## История
Улица известна с XVI века. Старейшее название улицы — Фелицианская, было дано по часовне иезуитского костёла, где хранились мощи святого Фелициана, покровителя города. В начале XIX века улица, до этого бывшая кривой и узкой, была выровнена по регулярному плану. В 1866 году переименована в Богадельную по расположенной на ней городской богадельне. Современное название получила в 1922 году в честь комсомола.

## Описание
Комсомольская улица проходит на юго-восток от Немиги, пересекает Революционную улицу, Интернациональную улицу, проспект Независимости, улицу Карла Маркса и заканчивается, упираясь в улицу Кирова напротив стадиона «Динамо». В квартале от Немиги до Революционной улицы является пешеходной. Участок от проспекта Независимости до улицы Кирова — с бульваром посередине улицы, yg котором установлен памятник Дзержинскому (скульптор 3. Азгур, архитектор В. Волчак). Нумерация домов — от Немиги.

## Примечательные здания и сооружения
На нечётной стороне улицы (от начала до Интернациональной улицы) сохранился ансамбль каменной застройки XIX века. Дома ансамбля охраняются как историко-культурные ценности (номер 711Е000001).
По нечётной стороне
- № 5 — двухэтажный дом XIX века.
- № 7 — двухэтажный дом (дом Левиных) XIX века (восстановлен)
- № 9 (угол с Революционной улицей, 16) — двухэтажный дом (дом Крейнделей) XIX века (восстановлен)
- № 11 (угол с Революционной улицей, 7) — дом Вечаверина, XIX век
- № 13 — гостиница Дрейцера, XIX век
- № 15 — дом Мачиза, конец XIX века

По чётной стороне
- № 6 — дом Качуриной, середина XIX века.